# Tom Toelle
Tom Toelle (* 19. Mai 1931 in Berlin; † 25. März 2006 in München) war ein deutscher Regisseur.

## Leben
Tom Toelles Eltern waren die Fotografen Karl und Helma Toelle. Im Jahr 1950 begann Toelle nach dem Besuch des Französischen Gymnasiums in Berlin zunächst ein Studium der Philosophie und Geschichte an der Freien Universität Berlin, arbeitete nebenbei jedoch schon zeitweilig als Regieassistent bei Inszenierungen an Berliner Bühnen und später sogar bei Funk und Fernsehen, weshalb er sein Studium 1954 aufgab. Daneben schrieb er noch Hörspiele, drehte Werbefilme und inszenierte Theaterstücke, und zwar am Hamburger Thalia-Theater und am dortigen Schauspielhaus sowie am Schillertheater und Schlossparktheater in Berlin und am Zürcher Schauspielhaus, aber auch bei den Bad Hersfelder Festspielen. Weiterhin inszenierte er Opern am Aalto-Theater Essen.
Zu seinen Bühneninszenierungen gehörten unter anderem Prinz von Hamburg (1972 in Bad Hersfeld), P in Kölle (1971), Macbeth (1974) und Ein Eremit wird entdeckt (1975 am Thalia Theater). Er wirkte auch am Ernst-Deutsch-Theater.
Zu seinen Fernsehfilmen gehörten unter anderem Die wahre Geschichte vom geschändeten und wiederhergestellen Kreuz, wofür er auch Drehbuch und Buch schrieb, Die Versetzung und Der eine und der andere, Im Kreis, Ich töte, Reichstagsbrandprozeß, Die Witwen, Ein Bräutigam fü Marcella, Herlemanns Traum, Victor oder Die Kinder an der Macht und Rückfahrt von Venedig. Sein wohl berühmtestes Regiewerk war der seinerzeit einen Skandal auslösende Fernsehfilm Das Millionenspiel nach einem Buch von Wolfgang Menge, für den er 1971 mit dem Prix Italia ausgezeichnet wurde. Der Film, an dessen Drehbuch er als Co-Autor beteiligt war, nahm in der Zeit vor dem Aufkommen der Privatsender die Entwicklung des von Werbeeinnahmen gesteuerten Mediums Fernsehen vorweg.
Im Jahr 1985 drehte Toelle mit Mario Adorf in der Hauptrolle den Film Via Mala, 1995 den ebenfalls aufsehenerregenden Film Der Trinker nach Hans Falladas gleichnamigem Roman mit Harald Juhnke in der Titelrolle (Drehbuch: Ulrich Plenzdorf). Zu vielen seiner Filme schrieb Toelle das Drehbuch selbst.
Von 1981 bis 1989 war Toelle neben seiner Regietätigkeit zusammen mit Eberhard Hauff geschäftsführender Vorstand des Bundesverbandes Regie (BVR) in München, des Berufsverbandes der Film- und Fernsehregisseure in Deutschland. 1994 wurde er Dozent an der Filmakademie Baden-Württemberg in Ludwigsburg, 1998 erfolgte dort die Ernennung zum Professor für den Studiengang „Regie/Szenischer Film“. Verheiratet war Tom Toelle mit der Schauspielerin Ulli Philipp.
Tom Toelle lebte in München und wurde auf dem Nordfriedhof von München begraben.
Sein schriftlicher Nachlass befindet sich im Archiv der Akademie der Künste in Berlin.

## Filmografie
Toelle führte Regie unter anderem bei den folgenden Filmproduktionen:
- 1968: Ida Rogalski – Fernsehserie
- 1969: Der Kidnapper
- 1970: Das Millionenspiel (und Drehbuch mit Wolfgang Menge)
- 1971: Ein Vogel bin ich nicht
- 1971: Tatort – Kressin und der Laster nach Lüttich
- 1974: Die Kriegsbraut (Fernsehfilm)
- 1974: Eine ungeliebte Frau (Fernsehfilm)
- 1976: Schaurige Geschichten (Fernsehserie, mehrere Folgen)
- 1977: Wo gehts lang, Kutti?
- 1978: Kameliendame mit Erika Pluhar
- 1978: Grüß Gott, ich komm von drüben (und Drehbuch)
- 1985: Via Mala, nach dem Roman von John Knittel
- 1987: Der Schrei der Eule, nach dem gleichnamigen Roman von Patricia Highsmith
- 1988: Crash
- 1990: Bismarck (Fernseh-Dreiteiler des BR)
- 1993: König der letzten Tage, Zweiteiler
- 1994: Deutschlandlied
- 1995: Der Trinker
- 1998: Lonny, der Aufsteiger (und Drehbuch)
- 2001: Wenn die Liebe verloren geht (und Drehbuch)

## Preise
- 1964: Unda-Preis Monte Carlo
- 1970: Stern des Jahres (Münchner Abendzeitung)
- 1971: Bambi
- 1971: Prix Italia